# Superkarts
Superkarts (stylisé SuperKarts) est un jeu vidéo de course créé en 1995 par Manic Media Productions, sur le thème du karting. 

## Système de jeu
Superkarts peut être joué en solo ou à deux, sur plusieurs circuits différents. Différents personnages sont jouables, chacun représentant une nation (États-Unis, Australie, Brésil, Inde, Japon, Angleterre et Allemagne).
Chaque course se déroule sur des circuits (16 au total) du monde entier et permet de cumuler des points à chacun pour finir premier au classement général ; et des points bonus sont accordés au joueur réalisant le meilleur temps lors d'un tour.
Le joueur peut déposer des flaques d'huile derrière lui pour faire glisser ses adversaires. Des passages secrets existent à certains endroits ainsi que des labyrinthes.

## Accueil
- PC Team : 82 %[1]